# Нгорчен Кончог Лхундуб
Нгорчен Кончог Лхундуб (Сакья, 1497 — 1557) — тибетский буддийский монах школы сакья, настоятель, наставник и писатель.
Нгорчен Кончог Лхундуб родился в 1497 году в монастыре Сакья, в Западном Тибете, в семье племянницы Нгорчена Кунга Самбо. Был посвящён в монахи и начал образование в 13 лет; получив полный комплекс учений школы сакья, включая Ламдре. Его основными учителями были Кончог Пхэл (dkon mchog 'phel), Мучен Сангье Ринчен (mu chen sangs rgyas rin chen) и Сало Джампай Дордже (sa lo 'jam pa’i rdo rje). Кончог Лхундуб строго придерживался Винаи и был вегетарианцем.
В 1535 году он стал десятым настоятелем сакьяского монастыря Нгор и пробыл на этом посту 24 года. В течение этого времени 35 раз устраивал передачу учения Ламдре. Оставил богатое литературное наследие, составившее 4 тома. Скончался в 1557 году.
В рамках традиции Нгор он почитается вторым великим мастером традиции после Нгорчена Кунга Самбо.